# 陈如龙
陈如龙（1918年—1991年8月1日），原名陈如隆，男，广东文昌（今属海南）人，中华人民共和国政治人物，曾任中华人民共和国财政部副部长，中央财政金融学院院长、党委书记，第七届全国政协委员。